# Dodatno zvitje DNK
Dodatno zvitje DNK pomeni strukturo krožne DNK, ko se le-ta zvije okoli svoje osi in tako poveča število zavojev dvojne vijačnice. Če je DNK dodatno zvita v isti smeri, kot potekajo zavoji dvojne vijačnice, gre za pozitivno dodatno zvitje, v primeru negativnega dodatnega zvitja se DNK nadalje zvije v nasprotni smeri zavojev dvojne vijačnice. Kadar DNK ni dodatno zvita, gre za t. i. sproščeno DNK. Praviloma je DNK pri večini organizmov negativno dodatno zvita.
Sproščena in dodatno zvita (tudi nadzvita) DNK oblika sta terciarni strukturi DNK. Primarno strukturo predstavlja zaporedje nukleotidov, sekundarno obliko pa dvojna vijačnica. DNK sicer obstaja v linearni ali krožni obliki in zaprta krožna dvojna vijačnica se lahko dodatno zvije v dodatno zvito DNK. Dodatno zvita konformacija nastane, če se linearna oblika, tik preden se zapre v krožnico, vsaj še enkrat zasuka okoli svoje osi. Sicer je dodatno zvita oblika manj stabilna od sproščene, vendar pa obstajajo dokazi o njenem obstoju. Dokazani so tudi encimi, ki omogočajo pretvarjanje med obema oblikama DNK, topoizomeraze. Vzrok za pojav dodatnega zvitja ni povsem znan, ima pa lahko biološki pomen. Molekula DNK z dodatnim zvitjem postane namreč bolj kompaktna in zaseda manj prostora v celici, lahko pa bi imelo dodatno zvitje tudi vpliv na podvojevanje in prepisovanje DNK.